# OBČANÉ SPOLU – NEZÁVISLÍ
OBČANÉ SPOLU – NEZÁVISLÍ bylo české politické hnutí oficiálně zaregistrované 22. července 2014. Účastnilo se především komunálních voleb ve Frýdku-Místku a okolních obcích. V roce 2016 byl jako nestraník za „OSN“ zvolen senátorem bývalý ministr průmyslu a obchodu Jiří Cieńciała, který v Senátu PČR působil do roku 2022.

## Účast ve volbách

### Komunální volby 2014
V komunálních volbách v roce 2014 kandidovalo hnutí do zastupitelstev celkem čtyř obcí, a to ve Frýdku-Místku, Frýdlantu nad Ostravicí, Horní Suché a Sviadnově. Ve Frýdku-Místku obdrželo hnutí 4,53 % hlasů a nezískalo tak žádný mandát. Hnutí rovněž neuspělo ani ve zbylých obcích.

### Senátní volby

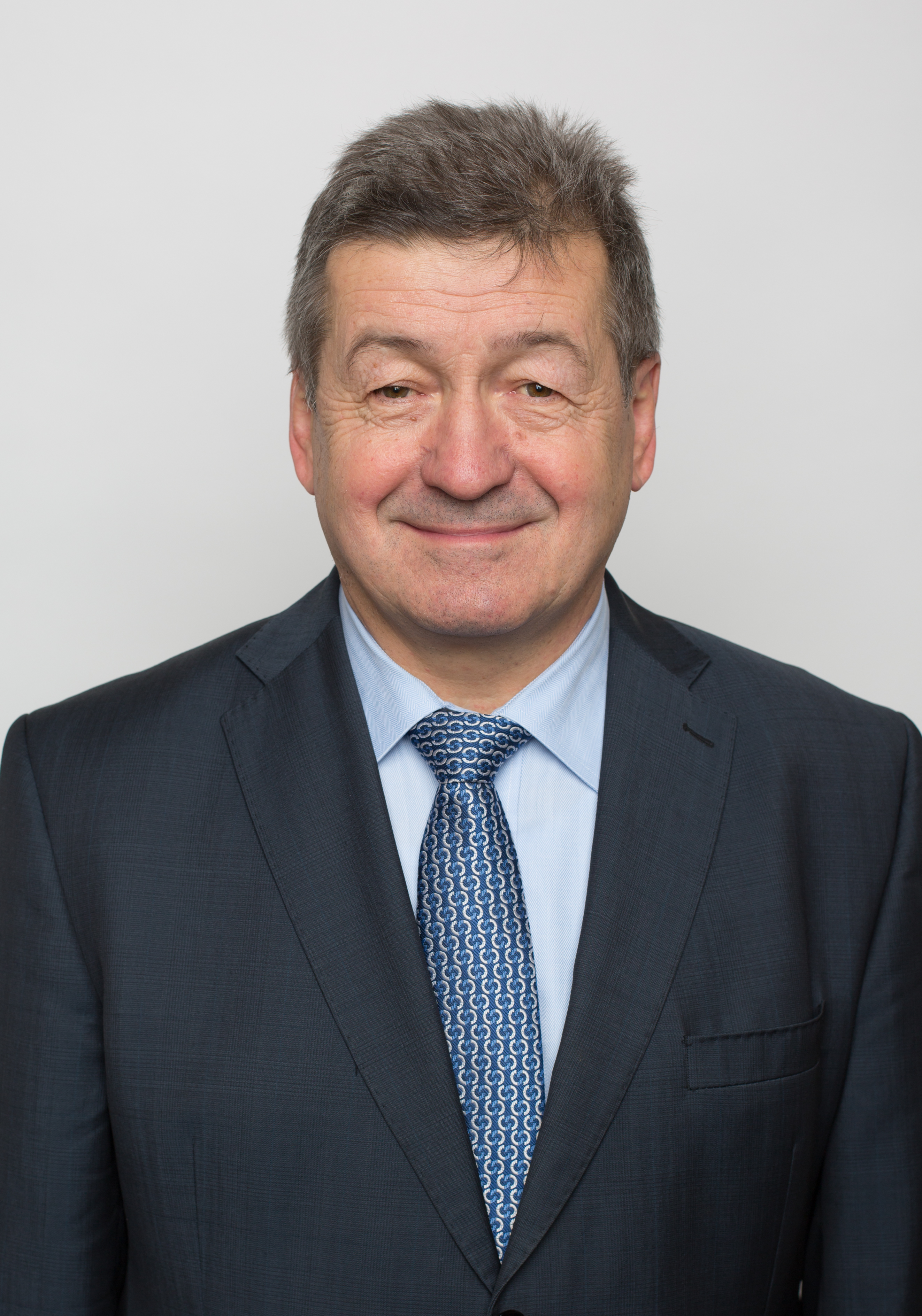
Jiří Cieńciała (2016)

Ve volbách do Senátu PČR v roce 2016 kandidoval v senátním obvodu č. 73 – Frýdek-Místek za „OSN“ nestraník Jiří Cieńciała, který byl v letech 1997 až 2011 generálním ředitelem Třineckých železáren. V prvním kole senátních voleb získal 46,16 % hlasů, ve druhém kole porazil poměrem hlasů 73,35 % : 26,64 % kandidátku KDU-ČSL Pavlu Golasowskou. Stal se tak senátorem. Ve volbách do Senátu PČR v roce 2022 již mandát senátora neobhajoval.

### Komunální volby 2018
V komunálních volbách v roce 2018 kandidovalo hnutí jen ve Frýdku-Místku a Sviadnově. Ve Frýdku-Místku získalo 2,87 % hlasů a stejně jako před čtyřmi lety v tomto městě nezískalo žádný mandát. Ve Sviadnově „OSN“ získalo 7,12 % hlasů a jeden mandát.

### Komunální volby 2022
V komunálních volbách v roce 2022 „OSN“ kandidovalo pouze ve Frýdku-Místku, a to v koalici s ČSSD pojmenované „Přátelé FM“. Tato koalice obdržela 18,84 % hlasů a devět mandátů. Z kandidátů, kteří byli navrženi „OSN“, byl zastupitelem zvolen předseda hnutí Kamil Mach.

## Volební výsledky

### Komunální volby
| Volby | Hlasy   | Mandáty | Změna |
| ----- | ------- | ------- | ----- |
| 2014  | 28 730  | 0       | –     |
| 2018  | 20 741  | 1       | ▲ 1   |
| 2022  | 121 722 | 1       | –     |

### Senátní volby
| Volby | Mandáty | Mandáty | Mandáty |
| Volby | Zvoleno | Celkem  | ±       |
| ----- | ------- | ------- | ------- |
| 2016  | 1/27    | 1/81    | ▲1      |